# Andrzej Sapkowski
Andrzej Sapkowski (Łódź; 21 de junio de 1948) es un escritor polaco de fantasía heroica. Sus obras están fuertemente influenciadas por la cultura y mitología eslavas, así como por las narraciones tradicionales. Su estilo de escritura es fluido y directo, adaptando el lenguaje popular de la Polonia actual.
Entre sus obras más populares se encuentra la saga del brujo Geralt de Rivia, compuesta por siete volúmenes. Su primera historia, El brujo («Wiedźmin» en polaco), fue publicada en la revista Fantastyka en 1986, consiguiendo un gran éxito ante el público y la crítica, y constituyendo el inicio de la saga de Geralt. Estas novelas le convirtieron en el autor polaco de mayor número de ventas en los años 1990. La saga de Geralt ha sido llevada al cine (Wiedźmin, dirigida por Marek Brodzki, en 2001), a la televisión, aunque con poco éxito; al mundo de los videojuegos (The Witcher, The Witcher 2: Assassins of Kings, The Witcher 3: Wild Hunt) con un gran éxito de crítica, ventas y afición, ganando así, el GOTY en 2015. Recientemente, llegó a la gran plataforma de streaming Netflix, con The Witcher donde su popularidad no ha hecho más que crecer desde su estreno.
Sapkowski ha ganado cinco premios Zajdel por sus historias cortas: El mal menor (Mniejsze zło) (1990), La espada del destino (Miecz przeznaczenia) (1992) y las novelas W leju po bombie (1993), La sangre de los elfos (Krew elfów) (1994) y Narrenturm (2002). Esta última constituye el inicio de una serie de novelas de fantasía heroica ambientada en las Guerras Husitas del siglo XV.